# 붉은 광장
붉은 광장(러시아어: Красная площадь 크라스나야 플로샤디[*])은 러시아 모스크바에 있는 광장이다. 크렘린 궁을 도시와 분리시키는 경계 역할을 하며, 모스크바의 주요 도로와 거리들이 대부분 이 광장에서 뻗어나가기 때문에 모스크바의 중심부로 여겨진다.

## 이름의 유래
붉은 광장이라는 이름은 광장의 바닥이 붉은색이어서도, 공산주의와도 관련이 있는 것이 아니라, 빨간색(붉은)을 뜻하는 러시아어 형용사(красный, 크라스느이)가 구 한국어에서 '아름다운(현대 러시아어에서 красивый, 크라시브이에 해당)'이라는 형용사였기 때문이다. 본래 성 바실리 대성당과 스파스카야 탑 중간에 있는 작은 구간이었으나, 후에 왕이 광장을 넓히기 위해 인근에 있는 건물들을 불태우면서까지 광장을 확장, 개축하였다.

## 역사
붉은 광장의 역사는 굉장히 풍부하고 오래되었다. 원래 광장은 모스크바의 주요 시장터였으며, 주로 법령의 공포, 공공 행사 등이 이 곳에서 주로 집행되었고, 특히 왕의 즉위식이 바로 이 곳에서 진행되었다. 이와 같은 전통을 따라, 후에 소비에트 연방, 현대 러시아 연방 또한 모두 공공 행사를 주로 이 곳에서 진행한다.

### 18세기 이전
붉은 광장은 본래 모스크바 강과 네그린나야 강이 서로 합류하는 지점에서 얼마 떨어지지 않은 구간에 있는데, 이 구간은 크렘린의 방어가 취약한 곳으로 간주되었다. 강이나 다른 자연물로 인해 보호받지도 못했고, 특별한 방어 시설 또한 존재하지 않았기 때문이다. 이 때문에 이 구간의 성벽은 크렘린 전 구간을 통틀어서 가장 높고 두껍고, 이 성벽을 짓는 데 참여한 이탈리아 건축가들의 조언으로 인해 이반 4세는 성벽 주위에 있는 건물들을 모두 철거해 버렸다. 1493년에 공포된 법령에 따르면, 벽에서 234m보다 가까운 건물들은 모두 철거, 소각하도록 하였다.
1508년부터 1516년까지, 건축가들은 크렘린의 동쪽 벽 아래에 모스크바 강과 네그린나야 강을 잇는 거대한 해자를 파기로 결정하였다. 이 해자는 541m의 길이를 갖고 있고, 그 너비는 36m이고, 9.5m에서 13m의 깊이를 갖고 있다. 해자는 석회암으로 마감되어 있다. 1533년에 해자의 양 옆에 안전을 위한 벽돌 벽을 쌓았다. 이 벽에는 3개의 문들이 뚫려 있었으며, 나머지 2개의 문은 붉은 광장의 반대편에 뚫려 있었다. 19세기 초에 문들 중 하나가 벽돌로 아름답게 장식되었으나, 여전히 '스파스키 문'이 궁궐의 공식 정문으로 기능했다. 스파스키 문 앞 해자에는 돌로 된 다리가 있었으며, 이 다리에서는 책을 파는 노점상들이 들어서 있었다. 이 주변에는 총을 파는 건물들이 들어섰으며, 유명한 황제의 대포도 이 건물들 사이에 있었다.
동서로는 길고, 남쪽에는 대통령 관저, 블라디미르 레닌의 미라가 보존되어 있는 레닌 묘, 북쪽에는 국립 백화점 GUM, 서쪽에는 국립 역사 박물관, 동쪽에는 러시아 정교회 성당인 성 바실리 성당과 처형장이었던 로브노예 자리가 있다.

## 같이 보기
- 러시아의 세계유산
- 모스크바 크렘린
- 러시아
- 소비에트 연방